# Opius neopendulus
Opius neopendulus är en stekelart som beskrevs av Fischer 1989. Opius neopendulus ingår i släktet Opius och familjen bracksteklar. Inga underarter finns listade i Catalogue of Life.